# Jaganjac Božji
Jaganjac Božji ili Janje Božje (lat. Agnus Dei) naziv je za Isusa Krista, koji se spominje u Bibliji i koristi se u teologiji i kršćanskom bogoslužju.
Janje je simbol Isusova otkupljenja ljudi od grijeha, kada se žrtvovao svojom mukom i smrću na križu. Žrtvovao se kao nevin jaganjac, milosrdan prema onima koji su ga nepravedno mučili.
U Starome zavjetu, prorok Izaija proriče, da će Isus poput krotkoga janjeta spasiti svijet: "Kao janje na klanje odvedoše njega; kao ovca nijema pred onima koji ga strižu, on nije otvorio svoja usta" (Iz 53,7).  U Knjizi Izlaska, Egipćani nisu pustili Židove da slobodno odu iz Egipta. One noći, kada je Bog odlučio izbaviti ih iz Egipta slavili su Pashu. Bilo je naređeno, da svaka obitelj žrtvuje jaganjca "bez mane, od jedne godine i muško" (Izl 12,5) da ga za večeru blaguju i njegovom krvi poškope oba dovratnika i nadvratnik kuće. To je bio znak, da će biti pošteđeni u pogibiji egipatskih prvorođenaca. Kršćani vide Isusa kao "vazmeno janje", čijom krvlju su ljudi otkupljeni od grijeha.
Ivan Krstitelj pri susretu s Isusom govori: "Evo Jaganjca Božjeg koji odnosi grijehe svijeta" (Iv 1,29). U knjizi Otkrivenja, Isus kao Jaganjac otvara pečate, kojima je zapečaćena knjiga sudbine svijeta (Otk 5).
Prilikom sv. mise, svećenik lomi posvećeni kruh prije pričesti dok vjernici pjevaju ili mole molitvu Jaganjče Božji: "Jaganjče Božji koji oduzimaš grijehe svijeta smiluj nam se! Jaganjče Božji, koji oduzimaš grijehe svijeta smiluj nam se! Jaganjče Božji koji oduzimaš grijehe svijeta daruj nam mir!".

## Unutarnje poveznice
- Isus
- Jaganjče Božji